# Money Honey
Money Honey  es una canción compuesta por Jesse Stone  que fue editada en 1953 convirtiéndose en el primer sencillo de Clyde McPhatter respaldado por su recién formado grupo Drifters.
Money Honey fue interpretada por varios artistas, siendo la versión más notable la de Elvis Presley de 1956.

## Lírica
La canción comienza con un hombre que se ha quedado sin dinero y se encuentra con su arrendador, quien le exige el alquiler si desea quedarse. Desesperado, llama a "la mujer que más ama" - "the woman that (he loves) the best" - para que lo ayude. Cuando la encuentra, ella le pregunta a él acerca de qué quiere de ella. La respuesta del hombre es:
Dinero, querida (Money honey)
Dinero, querida (Money honey)
Dinero, querida si quieres llevarte bien conmigo (Money honey, if you want to get along with me) 
Ella literalmente no se lo cree y regaña al hombre por sus palabras; diciéndole que "(su) romance ha terminado", lo que significa que está rompiendo con él. Cuando el hombre pregunta si "otro hombre ocupará su lugar", la mujer imita sus palabras, posiblemente para demostrar que ama al otro hombre, que ya tiene dinero. Al final, el sujeto rechazado dice que él ha aprendido la lección, pero igualmente sigue desesperado por conseguir dinero. 

## Versión de Elvis Presley
Según se ha comentado, Buddy Holly le dio a conocer a Elvis la canción cuando ambos artistas estuvieron tocando juntos en Texas en 1955.  Existen evidencias de que Elvis grabó una versión de Money Honey durante sus días en la compañía Sun Records de Memphis, pero al no haberse lanzado al mercado y como luego la compañía posiblemente necesitó de las cintas para nuevas grabaciones, el registro de la canción allí se perdió. 
Tras la venta de Sun del contrato con Elvis a la compañía RCA y la adquisición de los derechos de las canciones registradas en Sun, el 10 de enero de 1956 Elvis grabó la canción  Money Honey en los estudios de RCA de Nashville, Tennessee. De las tomas 5 y 6 se extrajo el material para lograr el máster, el cual RCA lanzó al mercado en formato de disco simple con One Side Love Affair en la cara B. 
El sencillo entró al Billboard Hot 100 ascendiendo al puesto # 76 y permaneciendo allí por unas 5 semanas. Una posterior reedición del sencillo no ingresaría al chart, pero el tema pasaría a ser seleccionado para formar parte del exitoso álbum Elvis Presley de 1956 que se convertiría posteriormente en un disco de platino, haciendo de Money Honey un tema único e inolvidables del repertorio de Elvis.
Ese mismo año Presley interpretó el tema en vivo para la audiencia nacional norteamericana, durante una de sus presentaciones en el show de Ed Sullivan.
Por cuestiones de que Elvis cantaba frente a un micrófono abierto, su guitarra acústica rítmica quedaba junto con su voz en un primer plano respecto a los otros instrumentos, pasando a destacar la intervención de Scotty Moore en la guitarra eléctrica durante el solo, cuando Elvis se contonea fuera del radio de alcance del micrófono. 

## Otras interpretaciones del tema
- Wanda Jackson grabó el número en 1958 y apareció en el Reino Unido en su EP Capitol, Let's Have a Party. [9]
- La canción también fue versionada por Eddie Cochran en una presentación en vivo en 1959 y lanzada en 1999 en el álbum The Town Hall Party Shows.
- The Hollywood Flames lanzaron una versión de la canción como cara B de su sencillo de 1960 "My Heart's on Fire". [10]
- Clyde McPhatter volvió a grabar la canción para Mercury Records; Ésta se incluyó en el álbum de 1962 Lover Please y en su lanzamiento de Mercury de 1963, Greatest Hits.
- Little Richard hizo una versión de la canción de su álbum de 1964. Little Richard is back  para Vee-Jay Records.
- El guitarrista Davy Graham lo grabó para su álbum de 1966 Midnight Man.
- The Jackson Five grabaron una versión para Motown Records de 1971 a 1975. Es una de las 19 pistas "raras e inéditas" del cuarto CD de la caja de cinco CD de Michael Jackson, Soulsation!, publicado en junio de 1995 en los EE. UU. y en julio. 1995 en el Reino Unido.
- Ry Cooder grabó una versión de su álbum de 1972, Into the Purple Valley.
- Gary Glitter grabó la canción para su álbum de 1973 Touch Me.
- El grupo de Alex Harvey lo interpretó en su álbum de 1974 The Impossible Dream, convirtiéndolo en la primera parte de un popurrí, siendo la segunda parte la canción principal, "The Impossible Dream" (otro de los éxitos de Presley)
- The Coasters también lanzaron una versión de la canción. [11]
- Kristin Berglund incluyó la canción en su segundo álbum, Long Distance Love (1979). [12]
- Aaron Neville lo grabó para su álbum de 2013 My True Story.
- "Money Honey" fue interpretada unas 75 veces por varias versiones de Jerry García Band entre abril de 1972 y 1995.